# Сокобаня
Сокобаня (серб. Сокобања) — административный центр общины Сокобаня в Заечарском округе Сербии, один из самых известных сербских бальнеологических курортов. Расстояние до Белграда — 220 км, до Ниша — 60 км.

## География
Курорт расположен в юго-восточной Сербии, между горами Ртань (1560 м) и Озрен (1117 м) на высоте 400 м над уровнем моря. Рядом протекает река Сокобаньска Моравица, а в 2 км находится древний город Сокоград. На реке Рипалька в 5 км от курорта расположен водопад.
Добраться можно через город Алексинац, рядом с которым проходит автомобильное шоссе. В 15 км к северу от Сокобани находится гора Ртань.

## История
Археологические находки подтверждают присутствие человека в этих местах со времён неолита, а изделия из железа и бронзы говорят о наличии курорта с VII века до н. э. Слово баня происходит от латинского balnea. Курорт часто упоминается: в XVI веке, когда он был под властью Османской империи и позже — под властью Австро-Венгрии. В 1833 году город окончательно стал частью Сербии.
В начале XX века вплоть до второй мировой войны город застраивается виллами богемы, он привлекателен для интеллектуальной элиты. Здесь бывали Йосиф Панчич, Эмильян Йосимович, Йован Цвиич и многие другие. Во время войны город пострадал, но сохранился. Значительно достроился в 1960-е годы. В нём нет никакой промышленности и единственный его доход — это туризм.

## Лечение
Медицинские показания: заболевания дыхательных органов детей и взрослых (бронхиальная астма, обострённый и хронический бронхит, бронхоэктазы, эмфизема, синусит), ревматические заболевания, посттравматические состояния, хронические гинекологические заболевания, невралгии, радикулиты.

## Галерея
- Центр Сокобани
- Природа Сокобани
- Милошев конак
- Вид на Сокоград
- Сокобаня зимой
- Церковь святого Ильи у Врела